# Étienne-Vincent Machuel
Étienne-Vincent Machuel, né à Rouen le 23 janvier 1719 et mort à Rouen le 12 août 1781, est un imprimeur-libraire, éditeur et homme de presse français, fondateur du premier journal de Normandie.

## Biographie
D'une dynastie rouennaise d'imprimeurs-libraires, Étienne-Vincent Machuel est le fils de Pierre II Machuel (1679-1736), imprimeur-libraire, garde de la communauté des imprimeurs, libraires et relieurs de Rouen, et de Louise Gruchet (fille de Jacques Gruchet, imprimeur-libraire et éditeur de cartes marines, fondateur de la première imprimerie du Havre, et de Louise Maurry).
Suivant la voie familiale, il s'établit comme libraire avant septembre 1750 et est reçu imprimeur par arrêt du Conseil du 4 septembre 1752, à la suite de la veuve d'André-Pierre Behourt. Installé rue Saint-Lô vis-à-vis du Palais de justice de Rouen, second imprimeur de la ville avec quatre presses et quatorze compagnons, il devient imprimeur-libraire notamment de l'Académie des sciences, belles-lettres et arts de Rouen et doyens des imprimeurs-libraires de la ville de Rouen.
Il commence à publier l'Almanach pour la ville de Rouen en 1752.
En juin 1762, il fonde et dirige le premier journal périodique de Rouen, les Annonces, affiches et avis divers de la Haute et Basse Normandie, avec pour projet seize bureaux dans les principales villes de la province pour le dépôt des annonces, qui devient par la suite le Journal de Normandie (1785) à la suite de sa reprise par Jean-Baptiste de Milcent puis Paris-Normandie (1944). Sous sa direction, y sont publiées des notices de savants normands, dont notamment Claude-Nicolas Le Cat, Louis-Alexandre Dambourney, Nicolas Thillaye, Dumanoir, Montreuil ou bien l'abbé Jean Saas. Le journal fait l'objet à plusieurs occasions de censure, notamment à la suite de la publication d'une pièce de vers intitulée Sorin à Voltaire et à la suite d'une communication sur Nicolas Mesnager.
En 1767, après avoir publié un factum injurieux envers un conseiller au parlement de Normandie, il se cache plusieurs semaines, avec son prote et gendre Louis Gallier, afin d'échapper à la police et à l'embastillement. Bénéficiant de l'intervention de Hue de Miromesnil, il peut reprendre ses activités.
Il est auteur du Tableau de Rouen à partir de 1774. 
Il meurt au mois d'août 1781 à Rouen. Sa veuve Marie Françoise Oursel lui succède alors.